# 1930-ті в театрі
1930-ті роки в театрі

## Персоналії

### Народилися

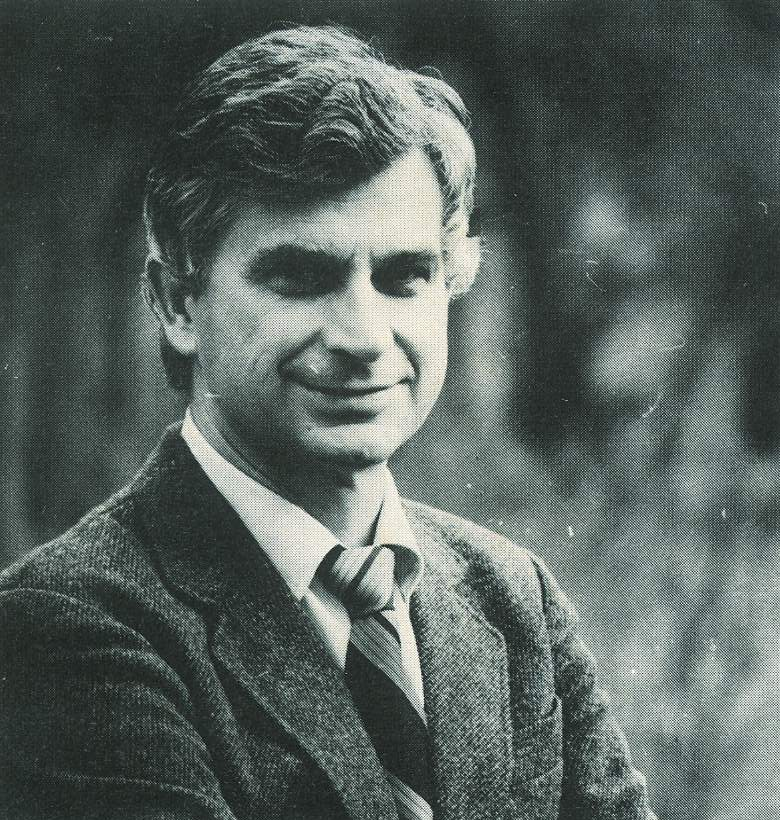
Анатолій Солов'яненко
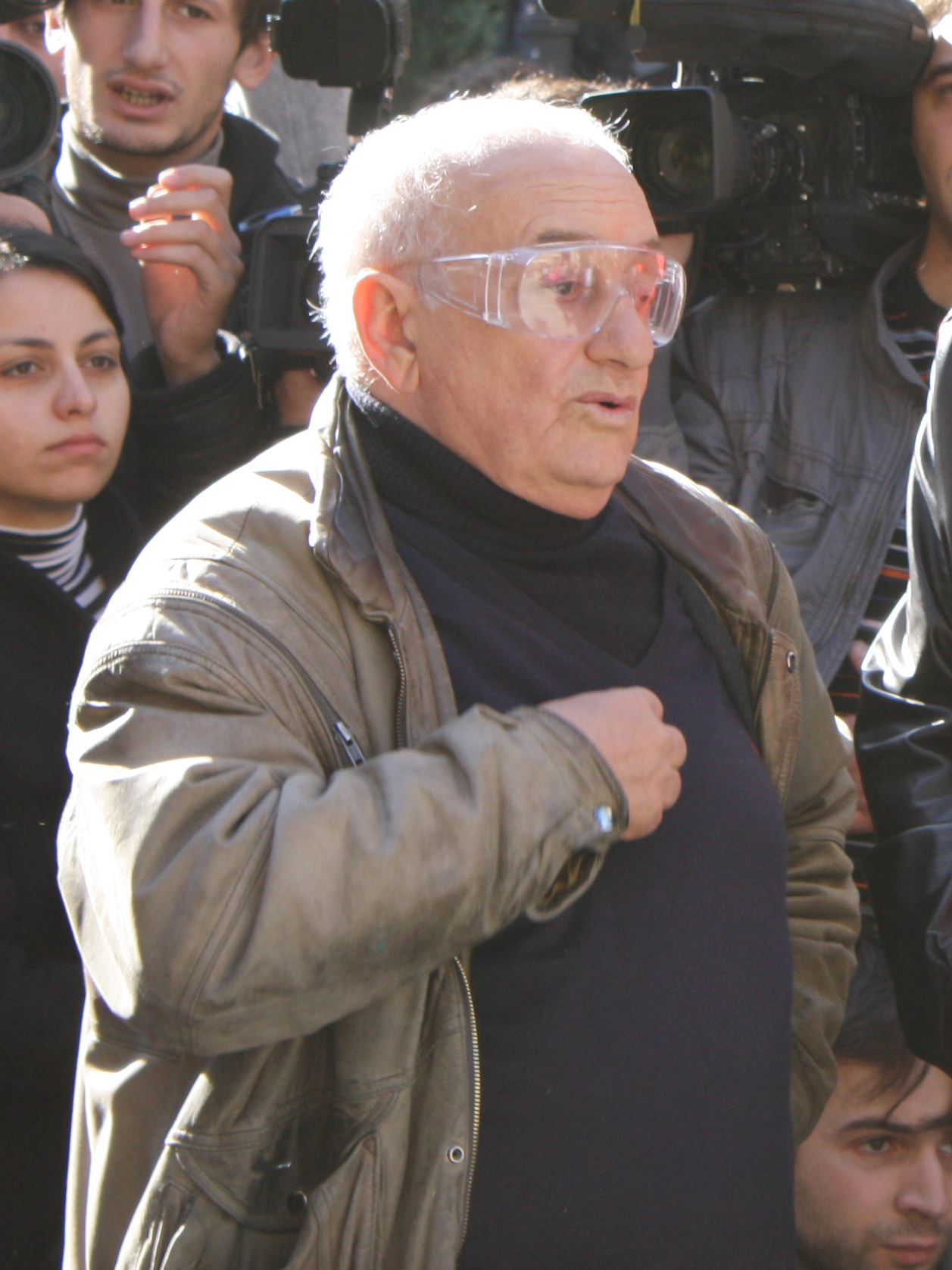
Резо Габріадзе
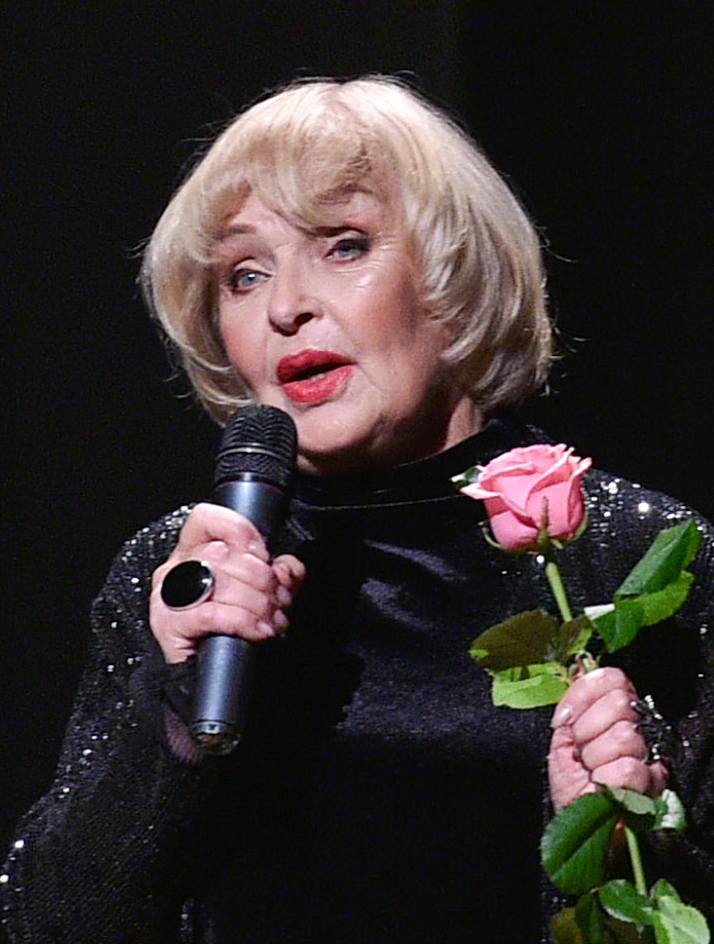
Ада Роговцева
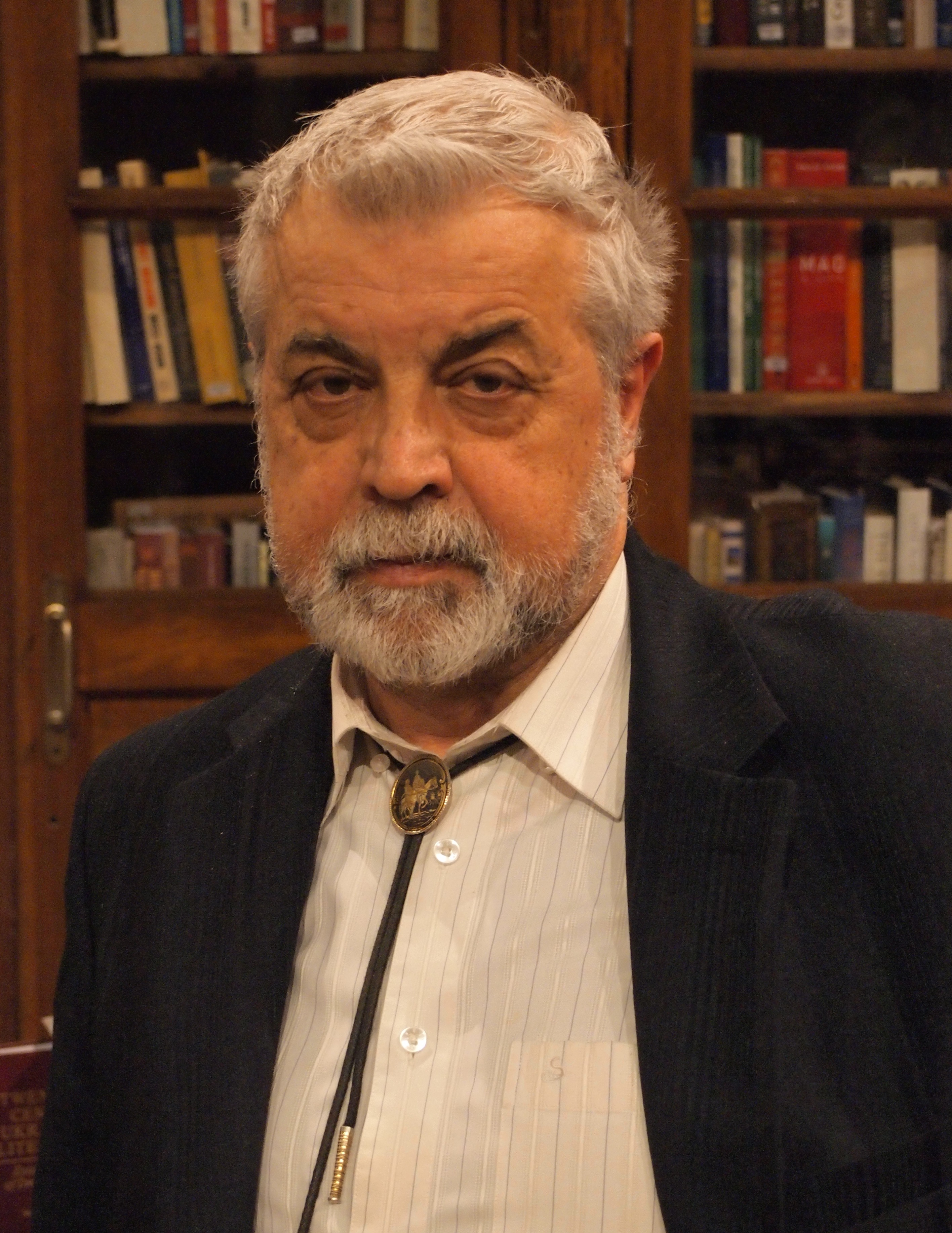
Лесь Танюк

1930
- 24 лютого —
  -  Григорій Чапкіс (м. Кишинів) — український хореограф, народний артист України (2010).

1931
- 4 серпня —
  -  Едуард Митницький (м. Київ) — радянський і український театральний режисер, засновник та художній керівник Київського академічного театру драми і комедії на лівому березі Дніпра. Народний артист Української РСР (1988), Народний артист Росії (2004).

1932
- 25 вересня —
  -  Анатолій Солов'яненко (м. Сталіно) — український співак (лірико-драматичний тенор) та громадський діяч, народний артист СРСР.

1933
- 14 жовтня —
  -  Василь Селезінка (с. Іспас Горішній, Коломийського району Івано-Франківської області) — актор, письменник, журналіст, театральний і телевізійний режисер, театральний критик, музикант, педагог, краєзнавець, громадсько-культурний діяч. Член Спілки журналістів України (1973), Заслужений діяч мистецтв України (2005)

1936
- 29 червня —
  -  Резо Габріадзе (м. Кутаїсі) — грузинський кіносценарист, кінорежисер, письменник, драматург, дизайнер, художник, скульптор. Засновник Тбіліського театру маріонеток[ru], Почесний громадянин Тбілісі (2016).

- 17 липня —
  -  Петро Нікітін (с. Лиски Воронезької області, Росія) — український актор

- 27 липня —
  -  Жан Мельников (м. Дніпропетровськ) — український актор, режисер, педагог, художній керівник Дніпровського академічного театру драми і комедії. Народний артист України (1977).

- 9 грудня —
  -  Михайло Тягнієнко (с. Мрин, Чернігівська область) — український актор теату і кіно, провідний майстер сцени Харківського академічного російського драматичного театру ім. Олександра Пушкіна

1937
- 27 лютого —
  -  Сергій Мельниченко (м. Хмельницький) — український артист музичної комедії, актор Київського театру оперети. Народний артист України (2017).

- 4 квітня —
  -  Жанна Тугай (м. Шпола) — українська актриса. Народна артистка УРСР (1987).

- 11 червня —
  -  Михайло Френкель (м. Київ) — український сценограф, художник. Заслужений діяч мистецтв УРСР. Член Асоціації сценографів України. Член Національної спілки театральних діячів України. Лауреат премії Кабінету Міністрів України імені Лесі Українки.

- 16 липня —
  -  Ада Роговцева (м. Глухів, Чернігівська область, нині Сумська область) — українська акторка театру та кіно. Народна артистка УРСР (1967), Народна артистка СРСР (1978). Герой України (2007).

- 22 серпня —
  -  Людмила Цуркан (м. Миколаїв) — співачка (сопрано), вокальний педагог, заслужений діяч мистецтв України, професор Харківського національного університету мистецтв ім. Івана Котляревського[1]

1938
- 22 травня —
  -  Майя Пазич (с. Розаліївка, Білоцерківський район, Київська область, УРСР, СРСР) — акторка Київського театру на Липках, народна артистка України

- 8 липня —
  -  Лесь Танюк (с. Жукин, Вишгородський район, Київська область) — український режисер театру і кіно, професор Київського національного університету театру, кіно і телебачення ім. І.Карпенка-Карого, заслужений діяч мистецтв України (1995), Народний артист України (2008), народний депутат України 1-го, 2-го, 3-го, 4-го, 5-го скликань, голова Національної спілки театральних діячів України (з 1992); голова Всеукраїнського товариства «Меморіал» ім. В.Стуса (1993—2014)[2][3].

- 14 липня —
  -  Сергій Єфремов (м. Клин, Московська область) — радянський і український театральний режисер, засновник Київського муніципального академічного театру ляльок, актор, драматург, педагог, почесний президент Українського Центру Міжнародної Спілки діячів театру ляльок UNIMA-Україна, Народний артист України (2000).

- 29 липня —
  -  Володимир Судьїн (м. Київ) — радянський і український театральний режисер, театральний педагог, актор. Професор. Заслужений діяч мистецтв України.

### Померли

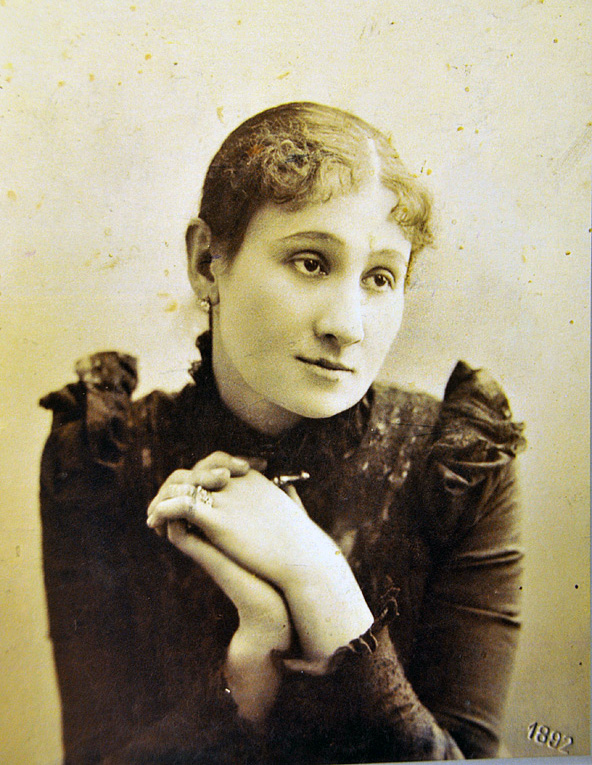
Марія Заньковецька (80)

1934
- 4 жовтня —
  -  Марія Заньковецька (80) — українська акторка і театральна діячка, провідна зірка українського театру кінця ХІХ і початку ХХ століть. Народна артистка Української РСР (1922)[4].

1939
- 10 квітня —
  -  Олексій Гвоздєв (52) — російський театрознавець, театральний критик, історик театру, літературознавець, професор Петербурзького університету.